# آخرین حرف (فیلم ۲۰۱۷)
آخرین حرف (به انگلیسی: The Last Word) فیلمی محصول سال ۲۰۱۷ و به کارگردانی مارک پلینگتون است. در این فیلم بازیگرانی همچون شرلی مک‌لین، آماندا سایفرد، آن هیچ، تام اورت اسکات، توماس سادوسکی، جوئل مورای، الدین پرتر، فیلیپ بیکر هال، سارا بیکر و استیون کالپ ایفای نقش کرده‌اند.